# Кресаній-де-Жос
Кресаній-де-Жос (рум. Crăsanii de Jos) — село у повіті Яломіца в Румунії. Входить до складу комуни Балачу.
Село розташоване на відстані 64 км на схід від Бухареста, 38 км на захід від Слобозії, 147 км на захід від Констанци, 128 км на південний захід від Галаца.

## Населення
За даними перепису населення 2002 року у селі проживали 374 особи, усі — румуни. Усі жителі села рідною мовою назвали румунську.